# Sumika
sumika es una banda de rock japonesa de Kawasaki, Kanagawa afiliada a Sony Music Entertainment Japan. La banda se formó como una banda de indie rock en 2013, antes de firmar con un sello importante en 2018. La banda también se conoce como sumika [camp session] durante sus presentaciones en vivo, que son conocidas por incluir actuaciones de personas que no son músicos, como cineastas, fotógrafos, pintores, escultores, arquitectos, alfareros y poetas. La música de la banda también ha aparecido en las series de anime Wotaku ni Koi wa Muzukashī, Mix: Meisei Story, Bishōnen Tanteidan y las películas de anime Kimi no Suizō o Tabetai y My Hero Academia: El despertar de los héroes.

## Historia
sumika se formó en Kawasaki, Kanagawa en mayo de 2013. El nombre del grupo deriva de la palabra japonesa sumika (すみか?  lit. residencia), y se refiere al deseo de sus integrantes de considerar a la banda como su «casa» o su «habitación». Los miembros originales eran Kenta Kataoka, Junnosuke Kuroda y Tomoyuki Arai. Takayuki Ogawa, quien anteriormente había actuado con el grupo como miembro invitado, se unió al grupo a tiempo completo en 2015.
Sumika debutó en 2013 con el lanzamiento de su primer miniálbum Shinsekai Orichalcum (新世界オリハルコン?) en octubre de ese año. Su segundo miniálbum I Co Y fue lanzado en noviembre de 2014 y alcanzó el puesto 59 en las listas semanales de Oricon. Su tercer miniálbum Vital Apartment fue lanzado en junio de 2015 y alcanzó el puesto 32 en las listas semanales de Oricon. En 2016, lanzaron el sencillo «Lovers/Dengon Uta» (Lovers/「伝言歌」?), el miniálbum Answer Parade (アンサーパレード?)  y el EP «Sally». En 2017, lanzaron su primer álbum de larga duración Familia, que alcanzó el puesto número 5 en las listas semanales de Oricon y estuvo en las listas durante 41 semanas.
Sumika se afilió a Sony Music Entertainment Japan en 2018. Ese mismo año, estrenaron el EP «Fiction»; la canción principal se utilizó como tema de apertura de la serie de anime Wotaku ni Koi wa Muzukashī. A esto le siguió el lanzamiento del sencillo «Fanfare/Shunkashuutou» (ファンファーレ / 春夏秋冬?) en agosto;
 las dos canciones del lanzamiento se usaron en la película de anime Kimi no Suizō o Tabetai, y los miembros de la banda también hicieron apariciones como seiyūs en la película.
El 24 de febrero de 2023, se anunció que el guitarrista Junnosuke Kuroda murió el día anterior, a la edad de 34 años.

## Miembros
- Kenta Kataoka (片岡 健太 Kataoka Kenta?) — voz principal, guitarrista[2]
- Tomoyuki Arai (荒井 智之 Arai Tomoyuki?) — batería[2]
- Takayuki Ogawa (小川 貴之 Ogawa Takayuki?) — teclista, coros[2]

Miembros anteriores
- Junnosuke Kuroda (黒田 隼之介 Kuroda Junnosuke?) — guitarrista, coros[2]

## Discografía

### Lanzamientos independientes

#### Sencillos
| Título                                                                               | Posición más alta en Oricon |
| ------------------------------------------------------------------------------------ | --------------------------- |
| «Dress farm #1» - Fecha de lanzamiento: 6 de junio de 2014                           | —                           |
| «Dress farm #2» - Fecha de lanzamiento: 27 de junio de 2014                          | —                           |
| «Lovers/Dengon Uta» (Lovers/「伝言歌」?) - Fecha de lanzamiento: 19 de marzo de 2016 | 15                          |
| «Sally e.p.» - Fecha de lanzamiento: 7 de diciembre de 2016                          | 12                          |
| «Dress farm #3» - Fecha de lanzamiento: 18 de mayo de 2017                           | —                           |

#### Álbumes
| Título                                                                                   | Posición más alta en Oricon |
| ---------------------------------------------------------------------------------------- | --------------------------- |
| Shinsekai Orichalcum (新世界オリハルコン?) - Fecha de lanzamiento: 16 de octubre de 2013 | —                           |
| I co Y - Fecha de lanzamiento: 12 de noviembre de 2014                                   | 59                          |
| Vital Apartment - Fecha de lanzamiento: 10 de junio de 2015                              | 32                          |
| Answer Parade (アンサーパレード?) - Fecha de lanzamiento: 25 de mayo de 2016             | 12                          |
| Familia - Fecha de lanzamiento: 12 de julio de 2017                                      | 5                           |
| Chime - Fecha de lanzamiento: 13 de marzo de 2019                                        | 5                           |
| AMUSIC - Fecha de lanzamiento: 3 de marzo de 2021                                        | 3                           |
| For. - Fecha de lanzamiento: 21 de septiembre de 2022                                    | 5                           |

### Lanzamientos principales

#### Sencillos
| Título | Posición más alta en Oricon |
| --- | --------------------------- |
| «Fiction e.p» - Fecha de lanzamiento: 25 de abril de 2018                                                  | 3                           |
| «Fanfare/Shunkashuutou» (ファンファーレ / 春夏秋冬?) - Fecha de lanzamiento: 29 de agosto de 2018          | 4                           |
| «Equal/Traveling» (イコール / Traveling?) - Fecha de lanzamiento: 12 de junio de 2019                      | 7                           |
| «Negai / Higher Ground» (願い / ハイヤーグラウンド?) - Fecha de lanzamiento: 11 de diciembre de 2019       | 6                           |
| «Harmonize e.p» - Fecha de lanzamiento: 4 de marzo de 2020                                                 | 5                           |
| «Honne/Late Show» (本音 / Late Show?) - Fecha de lanzamiento: 6 de enero de 2021                           | 6                           |
| «Shake & Shake/Nightwalker» (Shake & Shake / ナイトウォーカー?) - Fecha de lanzamiento: 2 de junio de 2021 | 7                           |
| «SOUND VILLAGE» - Fecha de lanzamiento: 1 de diciembre de 2021                                             | 17                          |
| «Glitter» - Fecha de lanzamiento: 27 de julio de 2022                                                      | 12                          |